# Fernand Tomasi
Pour les articles homonymes, voir Tomasi.
 (mars 2024).
La mise en forme du texte ne suit pas les recommandations de Wikipédia : il faut le « wikifier ».
Les points d'amélioration suivants sont les cas les plus fréquents :
- Les titres sont pré-formatés par le logiciel. Ils ne sont ni en capitales, ni en gras.
- Le texte ne doit pas être écrit en capitales (les noms de famille non plus), ni en gras, ni en italique, ni en « petit »…
- Le gras n'est utilisé que pour surligner le titre de l'article dans l'introduction, une seule fois.
- L'italique est rarement utilisé : mots en langue étrangère, titres d'œuvres, noms de bateaux, etc.
- Les citations ne sont pas en italique mais en corps de texte normal. Elles sont entourées par des guillemets français : « et ».
- Les listes à puces sont à éviter, des paragraphes rédigés étant largement préférés. Les tableaux sont à réserver à la présentation de données structurées (résultats, etc.).
- Les appels de note de bas de page (petits chiffres en exposant, introduits par l'outil «  Source ») sont à placer entre la fin de phrase et le point final[comme ça].
- Les liens internes (vers d'autres articles de Wikipédia) sont à choisir avec parcimonie. Créez des liens vers des articles approfondissant le sujet. Les termes génériques sans rapport avec le sujet sont à éviter, ainsi que les répétitions de liens vers un même terme.
- Les liens externes sont à placer uniquement dans une section « Liens externes », à la fin de l'article. Ces liens sont à choisir avec parcimonie suivant les règles définies. Si un lien sert de source à l'article, son insertion dans le texte est à faire par les notes de bas de page.
- La présentation des références doit suivre les conventions bibliographiques. Il est recommandé d'utiliser les modèles {{Ouvrage}}, {{Chapitre}}, {{Article}}, {{Lien web}} et/ou {{Bibliographie}}. Le mode d'édition visuel peut mettre en forme automatiquement les références.
- Insérer une infobox (cadre d'informations à droite) n'est pas obligatoire pour parachever la mise en page.

Pour une aide détaillée, merci de consulter Aide:Wikification.
Si vous pensez que ces points ont été résolus, vous pouvez retirer ce bandeau et améliorer la mise en forme d'un autre article.
Fernand Tomasi, né le 3 décembre 1934 à Orsinfaing en Belgique, est un sculpteur, poète et écrivain belge de langue française.

## Biographie
Son père, Giuseppe Fortunato Tomasi, est un menuisier italien émigré en Belgique pendant la période mussolinienne. Originaire de Canè, village de la Valcamonica, perché à 1500 mètres d'altitude, en Lombardie orientale, il épouse en secondes noces Giovanna Giacomina Tomasi, originaire du même village que lui, et qui est la mère de Fernand. 
Fernand Tomasi, bon élève de l'école primaire, fait ses humanités à Bure. Puis, d'août 1954 à janvier 1956, son service militaire. Ensuite, il travaille, de février à septembre 1956, dans une mine de charbon pour gagner de l'argent et payer des études qu'il reprend aussitôt. Il devient, en 1958, régent littéraire, obtenant son diplôme à l'ISMA, à Arlon. De 1958 à 1960, il enseigne à Lusambo puis à Bukavu (Zaïre, ex-Congo belge). Il revient au collège N.-D. du Bonlieu, à Virton, où il professe jusqu'en 1990. Animateur et pédagogue, il enseigne également, bénévolement, la sculpture dans différents mouvements de jeunes et d'amateurs (notamment au Centre culturel de Rossignol).Il est établi à Meix-devant-Virton, où il a construit sa maison en 1965. 
Il a terminé en 1991 la restauration d'une maison familiale dans le village italien d'où sont originaires ses parents (ses livres de prose présentent de nombreuses traces de cette expérience) et a aussitôt entrepris la restauration d'une autre, achetée à Louppy-sur-Loison (France) : le goût, constant chez lui, du travail manuel. Marié en 1959 à Claude-Marie-Hélène Remlinger, de nationalité française, il a trois enfants. Parlant de lui-même, il a écrit :Il considère sa famille comme la première priorité. Sa réflexion artistique lui semblerait appauvrie s'il n'était pas entouré de ce noyau de vie normal. Il pense que l'artiste doit d'abord être un homme normal et non quelqu'un qui serait mal adapté à la vie [...]

## Production artistique
Fernand Tomasi est essentiellement connu pour ses sculptures sur pierre, que l'on peut généralement admirer dans l'espace public, comme à Arlon ou dans différentes localités de Gaume, par exemple :
- Le Hellechtsmann, au pied de l'église Saint-Donat, à Arlon
- Mur de becs et de plumes, devant le Palais de Justice d'Arlon.
- Gisant de Marguerite Brouhon, au cimetière de Virton
- Tour de la connaissance, à Musson
- Sculpture représentant Maurice Grevisse, à Rulles

On lui doit également des essais, des nouvelles, des poèmes, des récits, des romans, et des monographies, listées sur le site du Service du Livre luxembourgeois. 

## Évocations
- Un numéro des Cahiers luxembourgeois est entièrement consacré à Fernand Tomasi[3].
- L'émission littéraire Livre-toi a consacré une émission à Fernand Tomasi[4].

## Référence
1. ↑  Jean-Luc Bodeux, « A Meix-devant-Virton, le poète et sculpteur Fernand Tomasi a façonné son refuge, une scierie, pour travailler le bois, la pierre et les mots », Le Soir,‎ 19 juin 1995 (lire en ligne )
2. ↑  « Fernand Tomasi », objectif plumes : le portail des littératures belges (consulté le 2 mars 2024)
3. ↑  Paul Mathieu (écrivain), Fernand Tomasi, sculpteur de mots, Luxembourg, Cahiers luxembourgeois, 2000
4. ↑  Jean-Pierre Pirson, « Fernand Tomasi », sur TV Lux, 10 décembre 2014 (consulté le 2 mars 2024)